# Leichtathletik-Halleneuropameisterschaften 2017/Teilnehmer (Italien)
| Gelbes Symbol für Goldmedaillen mit stilisierten Olympischen Ringen | Graues Symbol für Silbermedaillen mit stilisierten Olympischen Ringen | Braundes Symbol für Bronzemedaillen mit stilisierten Olympischen Ringen |
| ------------------------------------------------------------------- | --------------------------------------------------------------------- | ----------------------------------------------------------------------- |
| —                                                                   | 1                                                                     | —                                                                       |

Aus Italien starteten elf Athletinnen und 15 Athleten bei den Leichtathletik-Halleneuropameisterschaften 2017 in Belgrad, die eine Silbermedaille errangen.
Am 23. Februar wurden die vom technische Direktor des italienischen Leichtathletikverbandes Federazione Italiana di Atletica Leggera (FIDAL) nominierten Sportlerinnen und Sportler (15 Männer und elf Frauen) bekannt gegeben, darunter fünf Neulinge die ihr Debüt in der A-Nationalmannschaft gaben. Nicht darunter waren der Sprinter Massimiliano Ferraro, der sich den rechten Bizeps gezerrt hatte und der für die 1500 Meter vorgesehene Joao Bussotti, der sich am linken Knöchel verletzt hatte.

## Ergebnisse

### Frauen

#### Laufdisziplinen
| Athletin | Disziplin         | Vorlauf        | Vorlauf | Halbfinale | Halbfinale | Finale             | Finale             |
| Athletin | Disziplin         | Zeit           | Platz   | Zeit       | Platz      | Zeit               | Platz              |
| --- | ----------------- | -------------- | ------- | ---------- | ---------- | ------------------ | ------------------ |
| Anna Bongiorni                                                                                                   | 60 m              | 7,42 s         | 19      | 7,43 s     | 18         | nicht qualifiziert | nicht qualifiziert |
| Gloria Hooper | 60 m              | 7,34 s         | 10      | 7,34 s SB  | 9          | nicht qualifiziert | nicht qualifiziert |
| Giulia Viola | 3000 m            | 8:57,86 min SB | 9       | –––        | –––        | 8:56,19 min PB     | 7                  |
| Lucia Pasquale, Maria Enrica Spacca, Maria Benedicta Chigbolu, Ayomide Folorunso nicht eingesetzt: Gloria Hooper | 4 × 400 m Staffel | –––            | –––     | –––        | –––        | 3:32,87 min        | 4                  |

#### Sprung/Wurf
| Athletin           | Disziplin  | Qualifikation | Qualifikation | Finale             | Finale             |
| Athletin           | Disziplin  | Höhe/Weite    | Platz         | Höhe/Weite         | Platz              |
| ------------------ | ---------- | ------------- | ------------- | ------------------ | ------------------ |
| Serena Capponcelli | Hochsprung | 1,86 m        | 18            | nicht qualifiziert | nicht qualifiziert |
| Erika Furlani      | Hochsprung | 1,86 m        | 9             | nicht qualifiziert | nicht qualifiziert |
| Laura Strati       | Weitsprung | 6,49 m        | 9             | nicht qualifiziert | nicht qualifiziert |
| Dariya Derkach     | Dreisprung | 13,69 m       | 13            | nicht qualifiziert | nicht qualifiziert |

### Männer

#### Laufdisziplinen
| Athlet          | Disziplin   | Vorlauf                      | Vorlauf                      | Halbfinale         | Halbfinale         | Finale             | Finale             |
| Athlet          | Disziplin   | Zeit                         | Platz                        | Zeit               | Platz              | Zeit               | Platz              |
| --------------- | ----------- | ---------------------------- | ---------------------------- | ------------------ | ------------------ | ------------------ | ------------------ |
| Michael Tumi    | 60 m        | 6,69 s                       | 7                            | 6,72 s             | 10                 | nicht qualifiziert | nicht qualifiziert |
| Mario Lambrughi | 400 m       | DQ (Bahnübertretung R163.3b) | DQ (Bahnübertretung R163.3b) | nicht qualifiziert | nicht qualifiziert | nicht qualifiziert | nicht qualifiziert |
| Marco Lorenzi   | 400 m       | 48,10 s                      | 20                           | nicht qualifiziert | nicht qualifiziert | nicht qualifiziert | nicht qualifiziert |
| Yassin Bouih    | 1500 m      | 3:44,67 min                  | 5                            | –––                | –––                | 3:47,95 min        | 8                  |
| Yeman Crippa    | 3000 m      | 7:59,76 min                  | 12                           | –––                | –––                | 8:05,63 min        | 7                  |
| Marouan Razine  | 3000 m      | 7:55,17 min                  | 2                            | –––                | –––                | 8:04,12 min        | 6                  |
| Hassane Fofana  | 60 m Hürden | 7,78 s                       | 14                           | –––                | –––                | nicht qualifiziert | nicht qualifiziert |

#### Sprung/Wurf
| Athlet             | Disziplin  | Qualifikation | Qualifikation | Finale             | Finale             |
| Athlet             | Disziplin  | Höhe/Weite    | Platz         | Höhe/Weite         | Platz              |
| ------------------ | ---------- | ------------- | ------------- | ------------------ | ------------------ |
| Silvano Chesani    | Hochsprung | 2,28 m SB     | 1             | 2,27 m             | 6                  |
| Christian Falocchi | Hochsprung | 2,21 m        | 13            | nicht qualifiziert | nicht qualifiziert |
| Marcell Jacobs     | Weitsprung | 7,70 m        | 11            | nicht qualifiziert | nicht qualifiziert |
| Andrew Howe        | Weitsprung | 7,71 m        | 10            | nicht qualifiziert | nicht qualifiziert |
| Filippo Randazzo   | Weitsprung | 7,89 m        | 5             | 7,77 m             | 7                  |
| Daniele Cavazzani  | Dreisprung | 16,38 m       | 11            | nicht qualifiziert | nicht qualifiziert |
| Fabrizio Donato    | Dreisprung | 16,70 m       | 8             | 17,13 m            | Silber             |

#### Siebenkampf
| Athlet         | Disziplin | 60 m   | Weitsprung | Kugelstoßen | Hochsprung | 60 m Hürden | Stabhochsprung | 1000 m      | Punkte  | Platz |
| -------------- | --------- | ------ | ---------- | ----------- | ---------- | ----------- | -------------- | ----------- | ------- | ----- |
| Simone Cairoli | Ergebnis  | 7,04 s | 7,55 m PB  | 12,21 m     | 2,04 m     | 8,31 m      | 4,60 m         | 2:40,14 min | 5841 PB | 12    |
| Simone Cairoli | Punkte SB | 868    | 947        | 619         | 840        | 905         | 790            | 872         | 5841 PB | 12    |